# LZ 27
Der Zeppelin LZ 27 war das 27. Luftschiff des Grafen Zeppelin und das vierte Luftschiff der Kaiserlichen Marine.

## Geschichte
Die erste Fahrt von LZ 27 fand am 18. August 1914 statt. Die Marine übernahm das Luftschiff unter der militärischen Kennung L 4.
Für seine Kriegseinsätze wurde das Luftschiff nach Hamburg-Fuhlsbüttel verlegt. Im Winter 1914/15 fuhr L 4 Aufklärungsfahrten über der Nordsee. Zusammen mit L 3 griff L 4 in der Nacht vom 19. auf den 20. Januar 1915 die Ostküste von England an. Trotz Nebel, Regen und starkem Abwehrfeuer wurden aus verschiedenen Höhen Ziele in Yarmouth, Cromer, Sheringham und King’s Lynn mit Brandbomben belegt. Es war der erste Angriff von Marine-Luftschiffen auf England.

## Ende von LZ 27/L 4
Während einer Aufklärungsfahrt am 17. Februar 1915 wurde L 4 von einem schweren Schneesturm überrascht und musste schließlich wegen Treibstoffmangels bei Blavandshuk an der dänischen Küste im Sturm notlanden. Die Besatzung sprang aus dem Zeppelin, aber vier Mann sprangen nicht aus dem durch den Gewichtsverlust der Abspringenden wieder aufsteigenden Schiff ab, wurden von dem Zeppelin mitgetragen und sind mit dem Luftschiff verschollen. Die Besatzung wurde nach internationalem Recht bis zum Kriegsende im neutralen Dänemark interniert.
Auch der Kommandant Kapitänleutnant Magnus Graf von Platen-Hallermund (* 1880) wurde ebenfalls in interniert, konnte aber Anfang 1918 fliehen.

## Technische Daten
- Traggasvolumen: 22.500 m³ Wasserstoff
- Länge: 158,0 m
- Durchmesser: 14,90 m
- Nutzlast: 9,2 t
- Antrieb: drei Maybach-Motoren von je 210 PS (154 kW)
- Geschwindigkeit: 22,5 m/s